# GSat–8
GSat–8 (Insat–4G) indiai kereskedelmi távközlési műhold.

## Küldetés
Szolgáltatásával a teljes indiai szubkontinenst lefedi. Társműholdja az ST–2 Singapore Telecommunications Limited (SingTel) és a Chunghwa Telecom Company Limited (Chunghwa) közös tulajdona. A Mitsubishi Electric Company (MELCO) építette.

## Jellemzői
Építette és üzemeltette a Bharatiya Antariksh Anusandhān Sangatn (ISAR), üzemeltetésben részt vett az Indiai Űrkutatási Szervezet (angolul: Indian Space Research Organisation) vállalata. Az űreszközt egy An–124 teherszállító repülőgép szállította az indító bázisra.
Megnevezései: Gsat–8 (Geostationary Satellite); Insat–4G (Indian National Satellite System); COSPAR: 2011-022A; Kódszáma: 37605.
2011. május 20-án a Kourou rakétabázisról az ELA-3 (LC–Launch Complex) jelű indítóállványról egy Ariane–5 (ECA VA-202) hordozórakétával állították közepes magasságú Föld körüli pályára. Az orbitális pályája 1350,29 perces, 0,07 fokos hajlásszögű, geostacionárius pálya perigeuma 32 383 kilométer, az apogeuma 35 797 kilométer.
Három tengelyesen stabilizált (csillag-Föld érzékeny) űreszköz. Formája téglatest, méretei 4,1x2,3x3,4 méter, tömege 1426 kilogramm. Az űreszközhöz három, forgatható napelemet rögzítettek, fesztávolságuk 37,40 méter, teljesítményük 6242 watt, éjszakai (földárnyék) energiaellátását lítiumion-akkumulátorok biztosították (3 x 100 Ah). Tervezett szolgálati idő 12 év. A stabilitás és a pályaelemek elősegítése érdekében gázfúvókákkal van felszerelve (az üzemanyag mennyisége 1667 kilogramm). Az űregység UHF-sávos, S-sávos, C-sávos és 24 Ku-sávos tartományban dolgozik. Távközlési berendezései közvetlen digitális rádió- és internet átviteli szolgáltatást, tömörített televíziós műsorszórást és más kommunikációs szolgáltatásokat nyújtanak (navigációs, rádió, telefon, távoktatás). A napelemek, az antenna és a stabilizátor rúd a napenergia vitorla sikeresen kinyíltak.